# Fleute

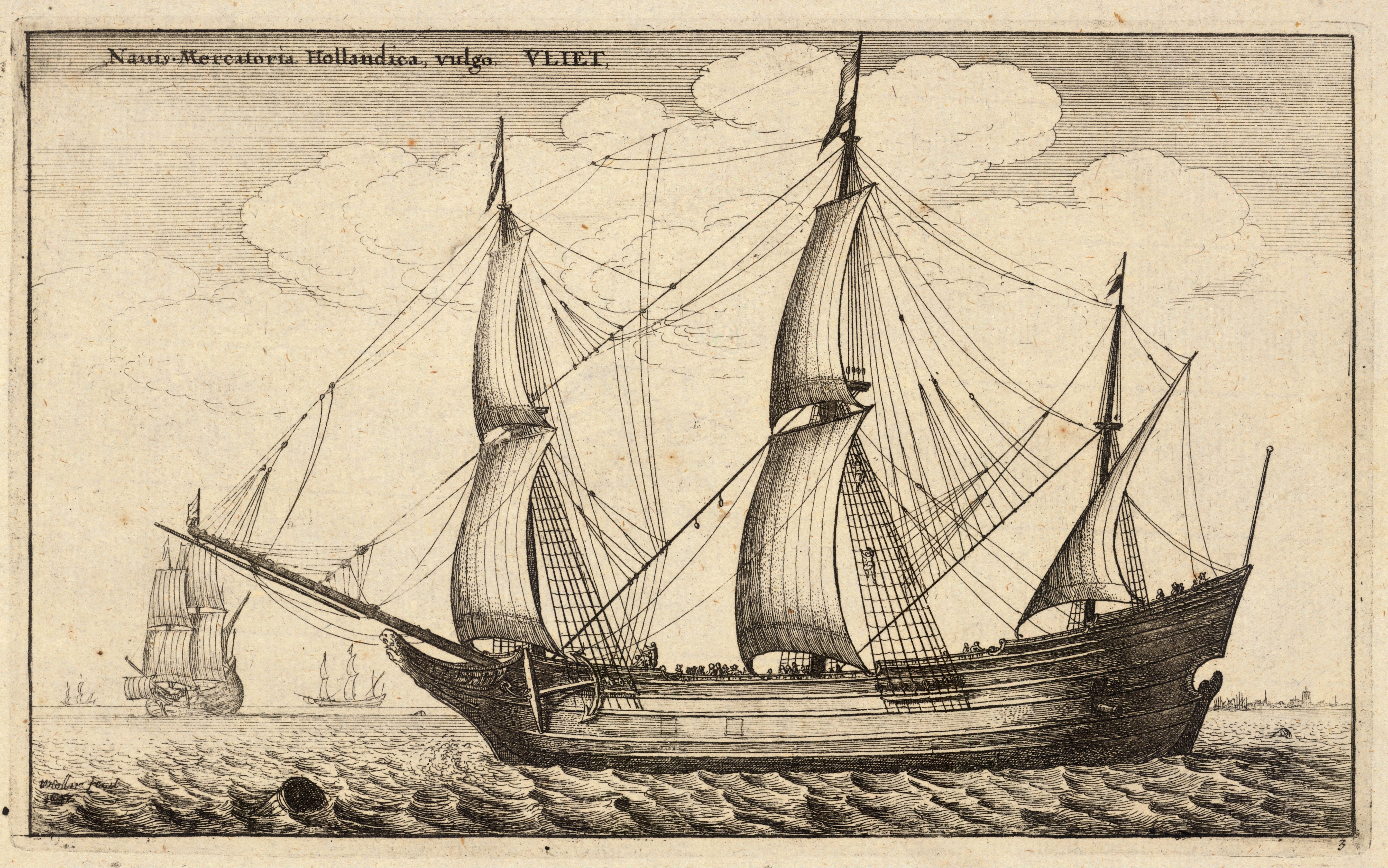
17. századi holland fleute-ök

A fleute a 16-17. században a hollandok által kifejlesztett kereskedelmi hajótípus. Kisebb merülésű, mint a galleon, a vízvonalánál azonban szélesebb. Az elő és főárbócon kereszt-, a tatárbócon egy latin- és egy keresztvitorlával rendelkezett. Ez a hajó alkotta a holland kereskedelmi flotta legjavát.

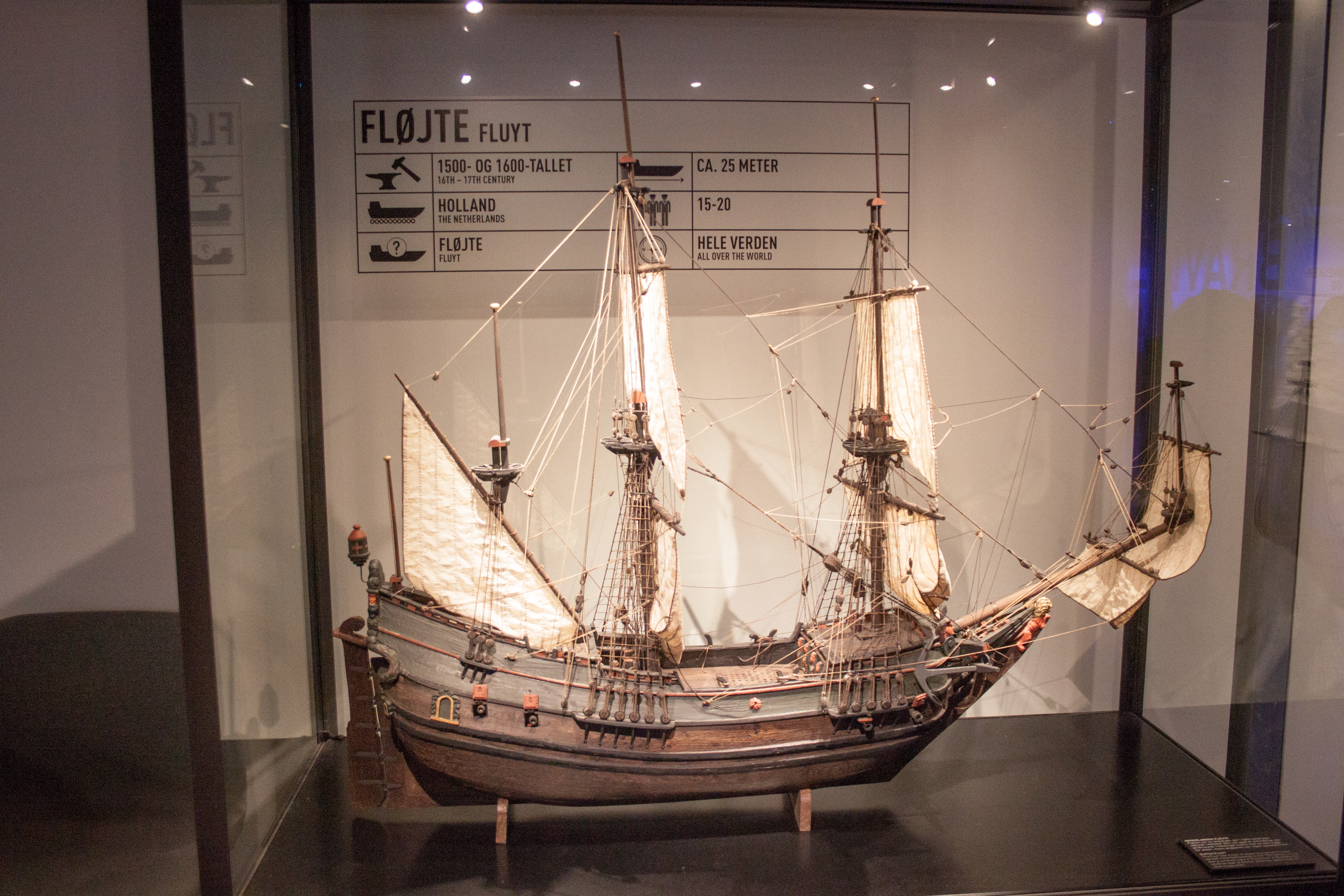
Fleute modellje a Dán Tengerészeti Múzeumból